# Dallas Moore
Dallas Moore (San Petersburgo, Florida, 27 de octubre de 1994) es un jugador de baloncesto estadounidense que pertenece a la plantilla del PBC CSKA Moscú de la VTB United League. Con 1,85 metros de estatura, juega en la posición de base.

## Trayectoria deportiva
Moore actuó en el baloncesto universitario estadounidense con North Florida Ospreys, donde estuvo de 2013 a 2017. En su temporada como senior registró un promedio de 23.9 puntos, 3.1 rebotes y 4 asistencias por partido.
En julio de 2017 fichó por el Victoria Libertas Pesaro de la Serie A italiana. Tras una temporada pasó al Hapoel Tel Aviv B.C. de la Ligat ha'Al, pero al cabo de un par de meses retornó a la Serie A fichado por el Fiat Torino. 
En 2019 desembarcó en el JSF Nanterre de la LNB Pro A. Su promedio al finalizar la temporada fue de 14.2 puntos y 2.4 asistencias por partido. Aunque la dirigencia del club francés le ofreció renovar su contrato, Moore escogió dejar Europa para vivir la experiencia del baloncesto profesional chino.  
El 24 de julio de 2021 firmó con el KK Partizan de la ABA Liga.

## Selección nacional
Moore representa a la selección de baloncesto de Albania a nivel internacional desde 2018, luego de aceptar un contrato ofrecido por la Federación de Baloncesto Albanesa. 